# Władysław Małkowski
Władysław Małkowski (ur. 1840, zm. 1911) – prawnik, pedagog, działacz społeczny.
Urodził się w 1840 roku w Warszawie. W 1878 roku sprowadził się do Częstochowy, gdzie otworzył kancelarię notarialną, istniejącą do 1901 roku. Angażował się w działalność miejscowej Straży Ogniowej Ochotniczej, której prezesem był w latach 1899–1902. Reprezentował polskie straże pożarne na międzynarodowym kongresie pożarniczym w Paryżu w 1901 roku i ponownie w roku 1910 w Brukseli, gdzie został odznaczony za swoją działalność przez króla Belgów Alberta I order zasługi. Również w 1901 roku znalazł się w zarządzie Towarzystwa Dobroczynności dla chrześcijan, a pięć lat później współtworzył gimnazjum polskie w Częstochowie, był także jego wykładowcą. W 1907 roku kierował kołem okręgowym Polskiej Macierzy Szkolnej. W czasie przygotowań do Wystawy Przemysłu i Rolnictwa w Częstochowie w 1909 roku zaproponował i zrealizował pierwszy w Polsce zjazd strażacki.